# سونا روبينيان
سونا روبينيان(الأرمنية: Սոնա Ռուբենյան) هي مغنية وكاتبة أغاني أرمينية. في عام 2011، أصبحت سونا الفائزة في النسخة الخامسة من هاي سوبر ستار، وهو النسخة الأرمينية من برنامج تلفزيوني بريطاني بعنوان بوب أيدول. في عام 2014 ، مثلت أرمينيا أيضًا في مسابقة موجة جديدة الدولية.

## الجوائز والإنجازات
في ما يلي تسلسل الجوائز التي حصلت سونا حتى الآن.
| السنة | الجوائز        | التصنيف        | العمل         | النتيجة | مراجع |
| ----- | -------------- | -------------- | ------------- | ------- | ----- |
| 2014  | موجة جديدة     | اختيار الجمهور | نفسها         | فوز     | [ 3 ] |
| 2018  | جوائز الموسيقى | ضرب السنة      | لوزين (أغنية) | فوز     | [ 4 ] |